# 窄叶中华卫矛
窄叶中华卫矛（学名：Euonymus nitidus f. tsoi）为卫矛科卫矛属中华卫矛下的一个变型。